# Dadar

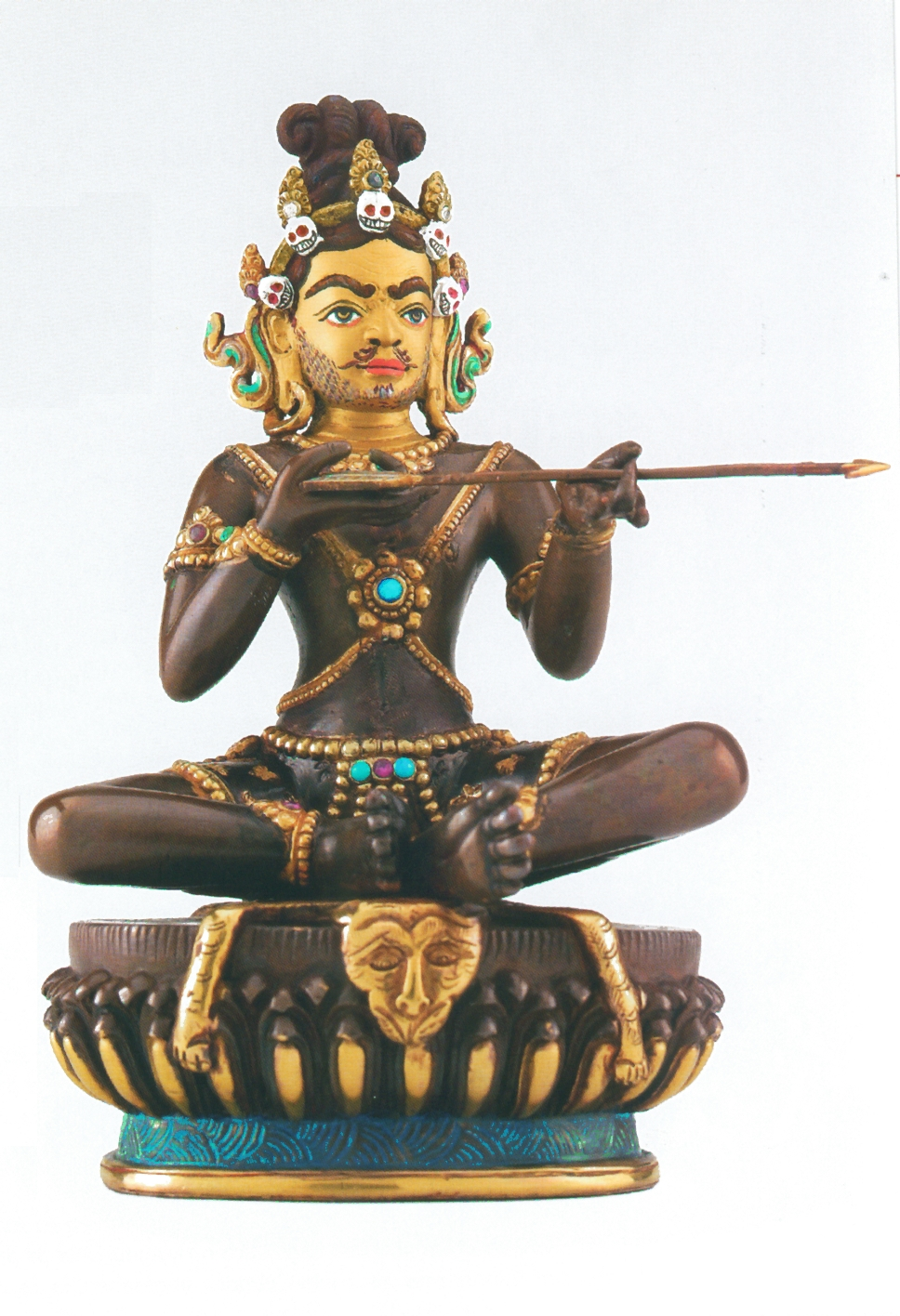
Dadar

Dadar (tyb. strzała i jedwab) – bambusowa strzała z trzema złączami symbolizującymi la, ji i sem oraz jedwabnymi wstążkami o pięciu kolorach symbolizującymi pięć elementów. Stosowana w praktykach szamańskich tybetańskiej tradycji bon (np. w praktyce przywoływania siły życiowej). Bywa również stosowana w buddyzmie w tantrycznych przekazach mocy.
Strzała ma pomóc stworzyć związek z energiami żywiołów, jest niczym przewód podłączony do źródła mocy, w tym przypadku czterech grup gości i środowiska naturalnego.